# 新体育杯戦
新体育杯戦（しんたいいくはいせん）は、中国の囲碁の棋戦。1979年から1992年まで開催。
- 主催 中国囲棋協会
- 後援 新体育教育誌

1993年から後継棋戦として大国手戦が行われた。

## 方式
8名のリーグ戦の優勝者が前回優勝者と挑戦手合五番勝負を行う。第1期は決勝三番勝負。リーグ戦は上位4名が次期シード。残り4名のリーグ参加者は32名の予選で決定する。

## 歴代優勝者と決勝戦
（左が優勝者）
1. 1979年 聶衛平 2-0 陳祖徳
2. 1980年 聶衛平 3-1 呉淞笙
3. 1981年 聶衛平 3-0 曹大元
4. 1982年 聶衛平 3-2 程暁流
5. 1983年 聶衛平 3-0 銭宇平
6. 1984年 馬暁春 3-0 聶衛平
7. 1985年 馬暁春 3-1 曹大元
8. 1986年 曹大元 3-1 馬暁春
9. 1987年 兪斌 3-2 曹大元
10. 1988年 聶衛平 3-2 兪斌
11. 1989年 聶衛平 3-0 兪斌
12. 1990年 聶衛平 3-2 曹大元
13. 1991年 陳臨新 3-1 聶衛平
14. 1992年 兪斌 3-1 陳臨新

## 大国手戦
大国手戦（だいこくしゅせん、大国手战）は、新体育杯戦の後継棋戦として、1993年から1994年まで2期行われた。
第1期は32名によるトーナメント戦で、決勝三番勝負。第2期は32名のトーナメント優勝者と、前期優勝者による挑戦手合五番勝負。

### 歴代優勝者と決勝戦
（左が優勝者）
1. 1993年 馬暁春 2-0 銭宇平
2. 1994年 馬暁春 3-2 常昊